# 円快
円快（えんかい、生没年不詳）は、平安時代後期に活躍した仏師である。号は浄如房。

## 経歴・人物
1069年（治暦5年）に法隆寺の絵殿に所蔵されている『伝七歳聖徳太子坐像』の制作に携わり、後に同作品は秦致貞によって彩色される。
なお円快は正統派仏師ではなくまた出身地については不明だが、優れた仏像や仏画が多く在住した芸術家集団の地である大和の信貴山に在住していたと推測されている。